# Rafflesia tuan-mudae
Espèce
Classification APG III (2009)
Rafflesia tuan-mudae est une espèce de plantes à fleurs de la famille Rafflesiaceae. C'est une plante parasite non-chlorophylliennes qui vit sur la vigne Tetrastigma . Cette espèce de fleur peut atteindre plus de 1 m de diamètre. Les bourgeons émergent normalement là où la vigne pousse le long du sol, contrairement à certaines autres espèces de Rafflesia dont les bourgeons peuvent émerger de vignes suspendues en l'air. 
Dans la langue malaisienne, tuan-mudae se traduit par «bien-aimé ou jeune prince» d'après Charles Brooke, le Rajah britannique du Sarawak. Localement, la fleur est appelée bunga pakma (« bunga » signifiant « fleur » en malaisien). 
En règle générale, les fleurs sont d'environ une vingtaine de centimètres lorsqu'elle sont encore bourgeon et 60 centimètres de diamètre une fois ouverte. Parfois, ces bourgeons atteignent 30 centimètres de diamètre auquel cas une fleur de près de un mètre de diamètre peut se former.

## Cycle de vie
Les fleurs peuvent être trouvées sur des vignes ressemblant à des lianes, en particulier Tetrastigma rafflesiae et Tetrastigma diepenhorstii. Les graines atteignent la plante hôte par un vecteur animal inconnu, pénètrent dans le tissu de la racine et se développent à l'intérieur du tissu hôte pendant une période indéfinie avant que les bourgeons ne se développent. Le bourgeon se développe pendant 9 mois, avant de devenir une gigantesque fleur orange à rouge. 
Il reste en pleine floraison pendant seulement 7 jours. Le principal pollinisateur de cette fleur est la mouche. Toutes les fleurs de Rafflesia émettent une odeur de viande pourrie attirant les pollinisateurs, bien que l'odeur de R. tuan-mudae soit relativement douce. Cependant, ils ne sont pas moins efficaces pour attirer ces mouches, sur le dos desquelles le pollen est déposé. 
Les fleurs mâles et femelles ne peuvent être identifiées qu'en les tâtant sous le disque central pour les anthères. Cependant, les visiteurs sont encouragés à ne pas toucher ou manipuler les bourgeons en particulier, car ils sont fragiles et peuvent mourir. 
|                                   |
| Bourgeon de Rafflesia tuan-mudae. |

| |
| Gros plan d'une fleur de Rafflesia de l'espèce Rafflesia tuan-mudae. Cette fleur avait environ 65 cm de diamètre. |

|                                                                                      |
| La Rafflesia tuan-mudae ne reste fleurie qu'une semaine puis entre en décomposition. |

## La plus grande fleur du monde
Au Sarawak, l'un des endroits les plus faciles pour voir la tuan-mudae est au parc national de Gunung Gading, au siège du parc ou près de la cascade n°7. En juillet 2008, une tuan-mudae mesurant 95 centimètres a été enregistré dans le parc. C'est alors la des plus grandes fleurs découverte du monde. C'est probablement celui mesuré et photographié par le Dr DL Nickrent de la Southern Illinois University à cet endroit Certains taxonomistes considèrent R. tuan-mudae et R. arnoldi comme des sous-espèces du même taxon.
En janvier 2020, une nouvelle tuan-mudae est découverte à Nagari Baringin, en Indonésie. Elle mesure 111 centimètres de diamètre. Il s'agit de la plus grande fleur connue.